# MTV Unplugged / Live
MTV Unplugged / Live är en livevideo av Björk, inspelad från två separata MTV-shower 1994 och 1998. Den gavs ut av One Little Indian Records på dvd i februari 2002. 

## Låtlista

### MTV Unplugged
1. "Human Behaviour" (3:46)
2. "One Day" (6:14)
3. "Come to Me" (3:43)
4. "Big Time Sensuality" (5:06)
5. "Aeroplane" (4:05)
6. "Like Someone in Love" (3:58)
7. "Crying" (4:03)
8. "Anchor Song" (3:18)
9. "Violently Happy" (6:20)

### MTV Live
1. "You've Been Flirting Again" (2:52)
2. "Isobel" (5:15)
3. "Human Behaviour" (3:46)
4. "Bachelorette" (5:37)
5. "Jóga" (2:43)
6. "Pluto" (3:19)

## Medverkande
- Björk
- Mark Bell
- The Icelandic String Octet